# Arcadia (Missouri)
Arcadia és una població dels Estats Units a l'estat de Missouri. Segons el cens del 2000 tenia 567 habitants.

## Demografia
Segons el cens del 2000, Arcadia tenia 567 habitants, 266 habitatges, i 167 famílies. La densitat de població era de 260,6 habitants per km².
Dels 266 habitatges en un 26,3% hi vivien nens de menys de 18 anys, en un 48,9% hi vivien parelles casades, en un 10,9% dones solteres, i en un 37,2% no eren unitats familiars. En el 35,7% dels habitatges hi vivien persones soles el 21,4% de les quals corresponia a persones de 65 anys o més que vivien soles. El nombre mitjà de persones vivint en cada habitatge era de 2,13 i el nombre mitjà de persones que vivien en cada família era de 2,75.
Per edats la població es repartia de la següent manera: un 22,6% tenia menys de 18 anys, un 7,1% entre 18 i 24, un 19,8% entre 25 i 44, un 26,5% de 45 a 60 i un 24,2% 65 anys o més.
L'edat mediana era de 45 anys. Per cada 100 dones de 18 o més anys hi havia 74,9 homes.
La renda mediana per habitatge era de 24.333 $ i la renda mediana per família de 31.875 $. Els homes tenien una renda mediana de 31.250 $ mentre que les dones 16.750 $. La renda per capita de la població era de 15.374 $. Entorn del 10,9% de les famílies i el 21,3% de la població estaven per davall del llindar de pobresa.

## Poblacions més properes
El següent diagrama mostra les poblacions més properes.